# 北艾利斯鎮區 (密歇根州)
北艾利斯鎮區（英語：North Allis Township）是位於美國密歇根州普雷斯克艾爾縣的一個行政鎮區。

## 地方資料
北艾利斯鎮區的面積為88.80平方千米，當中陸地面積為84.70平方千米，而水域面積為4.10平方千米。根據2020年美國人口普查的數據，當地共有人口467人，而人口密度為每平方千米5.26人。